# Halqa

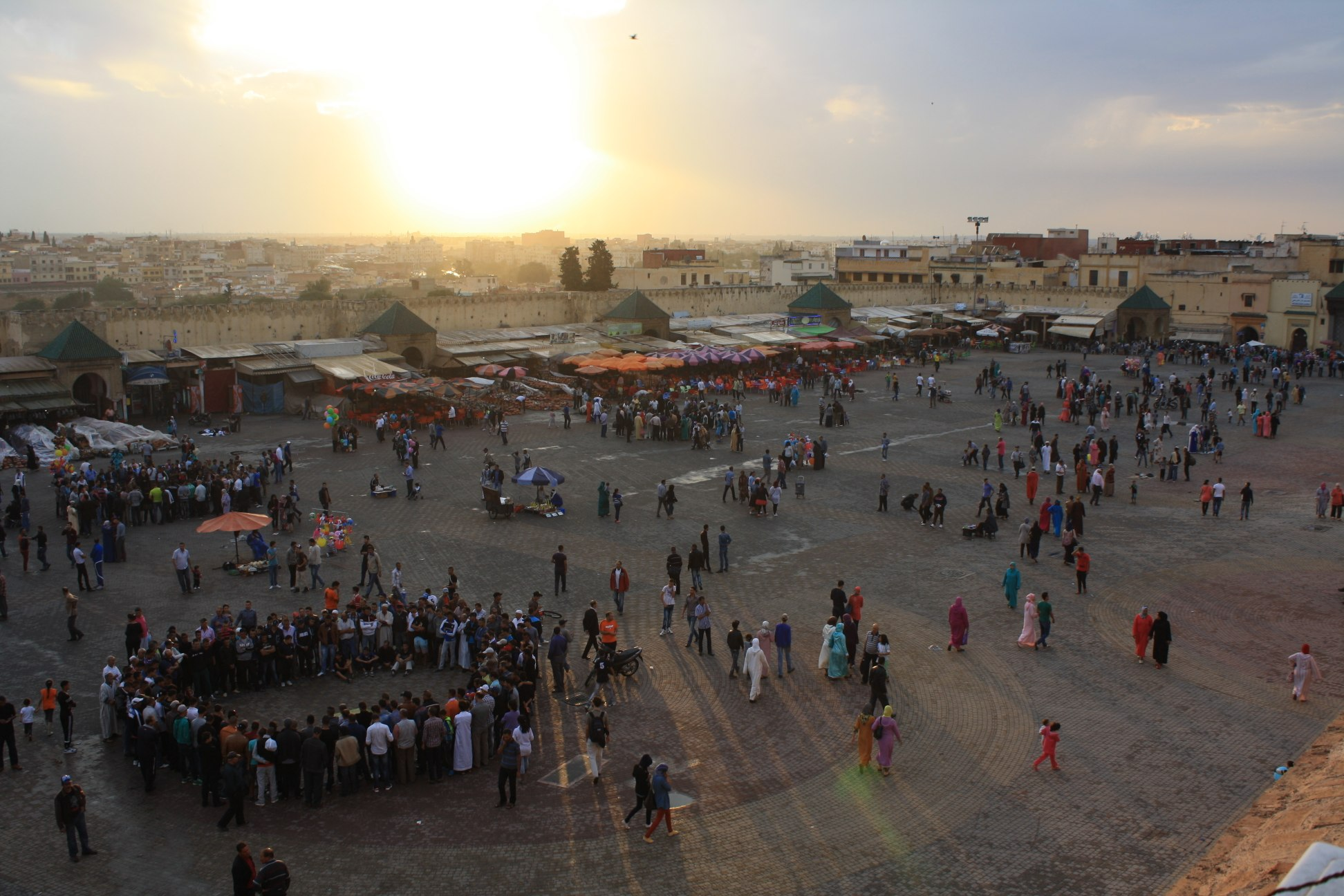
Halqa sur la place El-Hedim, à Meknès.

Le terme « Halqa » (pluriel : Helaki) désigne la répartition que forme des spectateurs ou des auditeurs autour d'une personne ou d'un groupe de personnes donnant un discours ou présentant un spectacle.
« Halqa », dans sa conception marocaine, est donc le théâtre populaire, un cercle de spectateurs au milieu duquel se trouve l'« Helayqi » (l'artiste qui présente le spectacle). Ce terme a toujours été associé à la richesse culturelle immatérielle marocaine de la musique, de la danse, du chant et de la narration orale (le conte).

## Description

### Terminologie
Le terme « Halqa » (pluriel : Helaki) signifie « cercle ».

### Nature
Ces spectacles sont un mélange de comédie, de théâtre, de poésie, de chant, de danse et du conte, parfois même le public y participe, et personnifie souvent des mythes et légendes amazighs et arabes inspirés de la diversité de la culture marocaine et de la mémoire populaire.

### Inspirations
Le conte traditionnel se définit comme un patrimoine narratif faisant partie de la littérature orale folklorique marocaine. Il se transmet de génération en génération de manière orale, et se présente généralement sous la forme d'une histoire, d'une énigme ou d'une fable, dont le but est de tirer une leçon à la fin. Le conte traditionnel est l'un des moyens les plus importants de transmission de la culture et des valeurs morales pour les générations futures.

Le conte traditionnel fait partie de l'identité de la communauté marrakchie. L'art du conte a circulé parmi les gens, sous une forme familiale, avant que la « Halqa » du conteur de la place Jemaa El-Fna ne devienne l'un des éléments constitutifs les plus importants des activités de cette place. En conséquence, le conte ou la narration orale est devenue une partie importante du patrimoine immatériel.

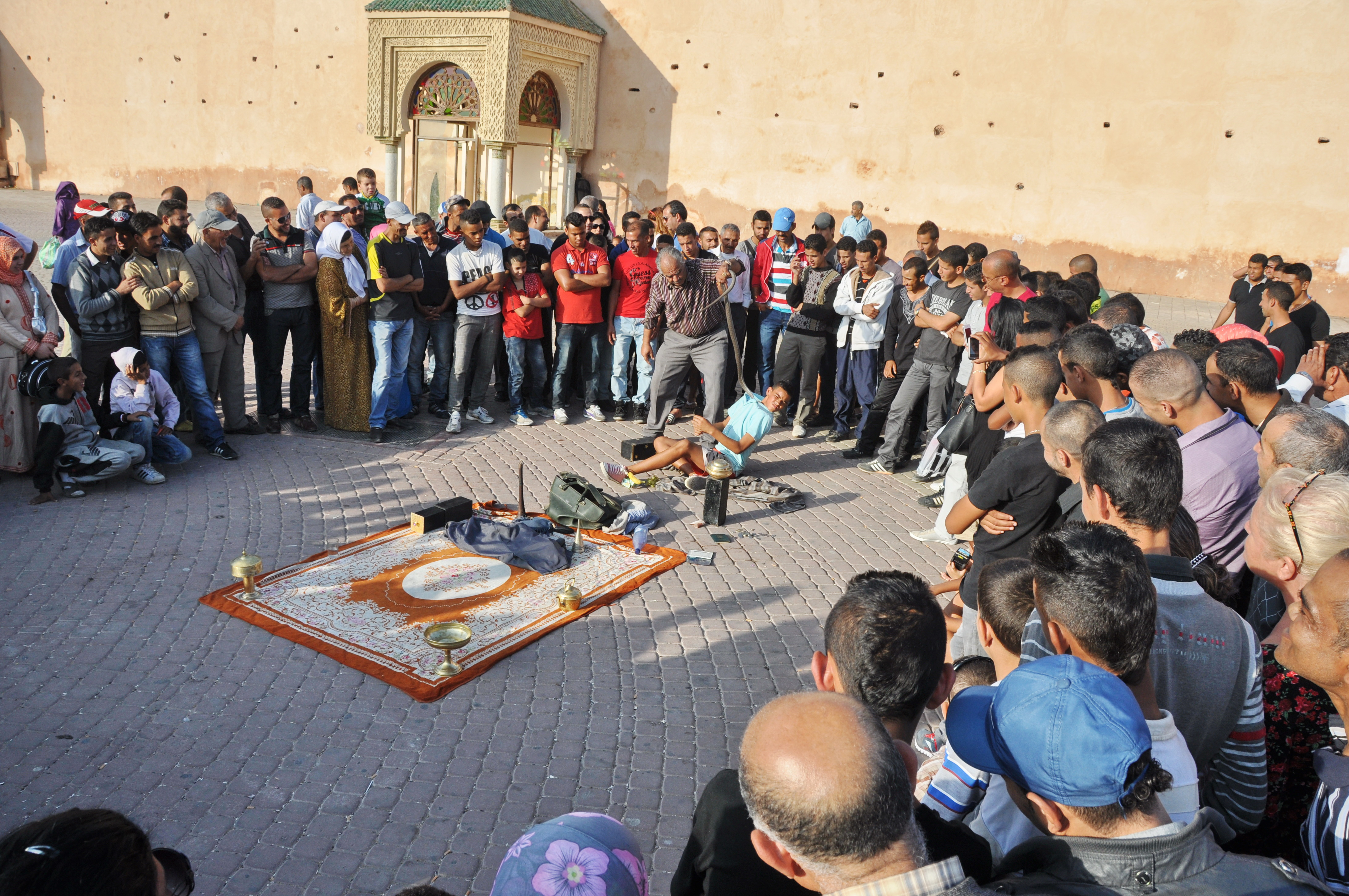
Halqa de spectacle d'animaux à la place El-Hedim, à Meknès.

Les femmes participent à la transmission des contes oraux : parfois en tant que personnage contribuant à influencer le déroulement des événements, et parfois en tant que narratrice du conte elle-même.

## Histoire

### Origine du terme
Dans le monde arabe, les cours qui se déroulaient dans les écoles « Medersa » prenaient autrefois une forme circulaire, tandis que les élèves s'asseyaient en demi-cercle autour de leur professeur. On trouve également cette forme de rassemblement importante dans la société grecque antique dans l'Agora.

### XIXesiècle

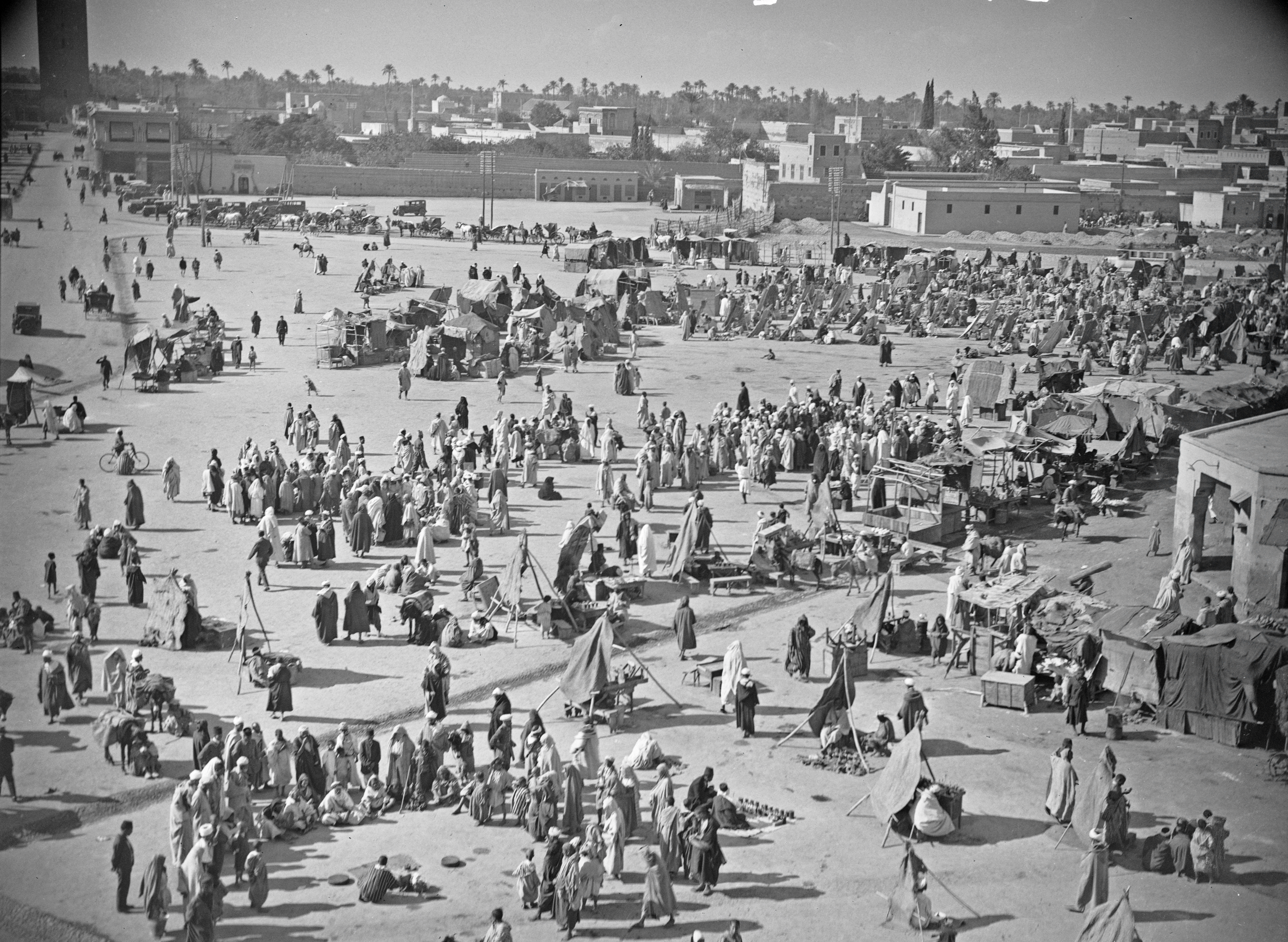
Groupes de Halaqi formés autour des artistes de la Halqa à la place Jemaa, à Marrakech, vers 1930-1931.

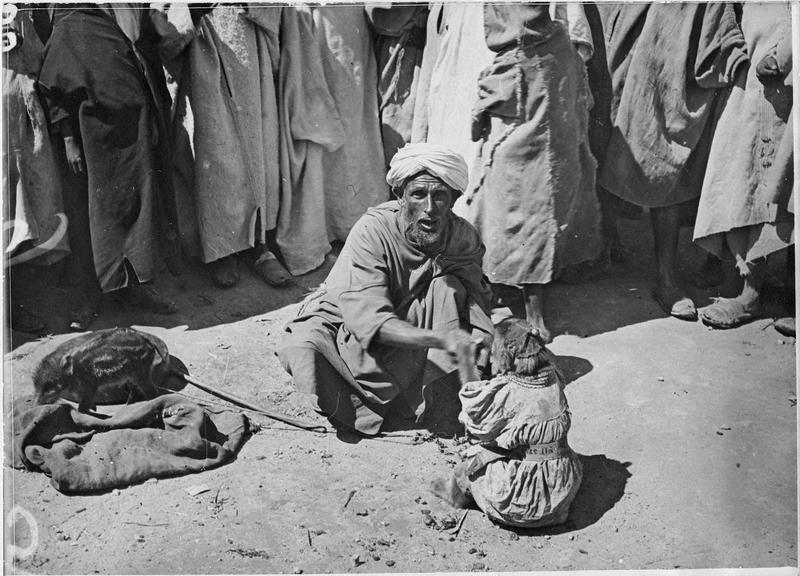
Artiste spécialiste dans le dressage des singes à la place at El-Hedim, à Meknès.

Certains écrits historiques indiquent que l'art de « Halqa » au Maroc est né au XIXe siècle dans la ville de Marrakech sur la place Jemaa el-Fnaa, avant de se répandre dans d'autres villes. C'est surtout le cas dans les souqs. Parmi les exemples connus se trouvent les performances réalisées dans les marchés et places des grandes villes telles que Bab al-Saqma, Bab al-Futuh, Bab 'Ajisah à Fès, ou la place el-Hedim, Bab Mansour al-'Alaj à Meknès, et la place Jemaa el-Fnaa à Marrakech.
Quant au « Besaat », blagues ou taquineries, il ne s'agissait au départ que d'imitations traditionnelles pour divertir les sultans et les hommes d'État d'une part, et pour amuser le peuple d'autre part, comme en caractérisant l'histoire des « Balarj » sur les sonneries du bendir et les mélodies de la flûte. Les premiers spectacles du théâtre « Besaat » ont été présentés au Maroc devant le sultan Muhammad bin Abdullah et ont été utilisés pour la prédication et l'orientation de manière divertissante. Cet art s'est développé à partir de ces courts spectacles au fil des années et grâce aux encouragements des sultans.
Ces artistes « Halayqiya » sont venus à Rabat à l'occasion de l'Achoura, ils se sont donc rendus au palais royal dans une atmosphère d'humour et de plaisir au milieu de la curiosité des adultes et des enfants, et lorsqu'ils ont atteint le palais royal, ils ont commencé à présenter leurs spectacles. Si chaque groupe a ses propres caractéristiques qui le distinguent, les gens de Fès se sont spécialisés dans l'imitation. On dit que les thèmes des sketches qu'ils présentaient devenaient sociaux et patriotiques en plus de leur caractère comique. Ces sketchs traitaient de problèmes sociaux présentés sous une forme amusante devant le roi qui est conscient des drames cachés de leurs propriétaires, il étudie donc ces problèmes et responsabilise les propriétaires de leurs droits.
En 2003, l'UNESCO a considéré la place Jemaa el-Fna comme un espace culturel et une forme d'expression culturelle, et un chef-d'œuvre de la tradition orale. Sur 32 dossiers, 19 ont été sélectionnés, dont le dossier de la place Jemaa el-Fna, comme un lieu qui brille dans divers types de patrimoine immatériel.
Cet art a connu des périodes de hauts et de bas, et a commencé à disparaître progressivement dans certaines villes marocaines. Outre quelques espaces, la place Jemaa el-Fna à Marrakech, qui a été labellisée par l'UNESCO comme patrimoine humain immatériel en 2008, est encore le berceau vital qui embrasse les pionniers de l'art du « Halqa » avec de merveilleux récits du patrimoine oral local ou des mouvements acrobatiques exécutés par des jeunes hommes qui ne sont jamais entrés dans un institut sportif, mais ont hérité un patrimoine gestuel traditionnel qui est propre à certains tribus.

### Reconnaissance

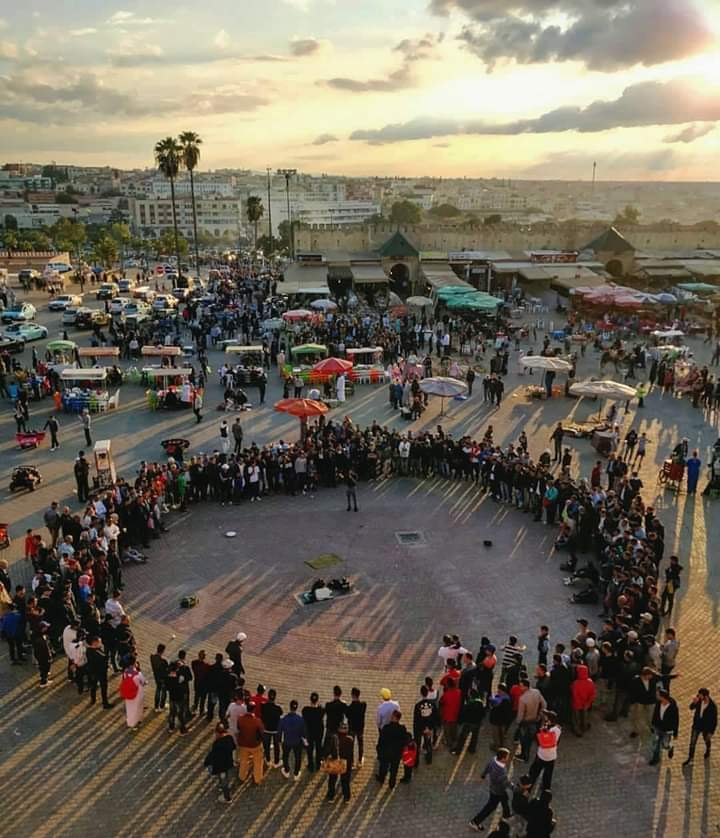
Halqa à la place El-Hedim, à Meknès.

## Principaux acteurs

### Mohammed Bariz
Muhammad Bariz est l'un des noms les plus importants du conte traditionnel marocain. Né en 1959 à Marrakech, il a été influencé par les contes de sa mère et par le conteur le plus célèbre de son temps, Moulay Muhammad al-Jabri. Il entre dans le domaine du conte par ses larges portes en 1969, maîtrisant l'art de la narration, et la méthode de maintien de l'équilibre de la « Halqa » à travers sa narration et son incarnation théâtrale orale. Son répertoire est resté rempli à ce jour des choses précieuses qu'il ne cesse de raconter. Au cours de trois décennies, son héritage de narration a perduré, et lui et d'autres comme lui l'ont préservé sur la place Jemaa El-Fna et l'ont transmis aux générations qui portent désormais le flambeau de sa valorisation et de sa préservation.

### Jmi'a et Zahra
Jmi'a et Zahra ont également appris l'art du conte lorsqu'elles étaient enfants, auprès d'une vieille esclave de la maison du Makhzen, qui était à l'époque la conteuse du sultan Mawla al-Hasan. Ce dernier a donné ordre d'organiser des soirées spéciales consacrées aux contes au palais de l'Agdal à Marrakech, sous la supervision des meilleurs conteurs de la ville de Marrakech. À noter que les honorables Lalla Ruqia, Lalla Jmi'a, et Lalla Zahra, si elles sont conservées dans la mémoire collective marocaine, elle ne font pas exception. Il est certain qu'il y a d'autres conteuses qu'elles, qui ont été omises par inadvertance ou peut-être délibérément de la documentation marocaine de Marrakech, et rien n'a été reçu de leurs nouvelles.

## Différents types de représentations

### Théâtre populaire

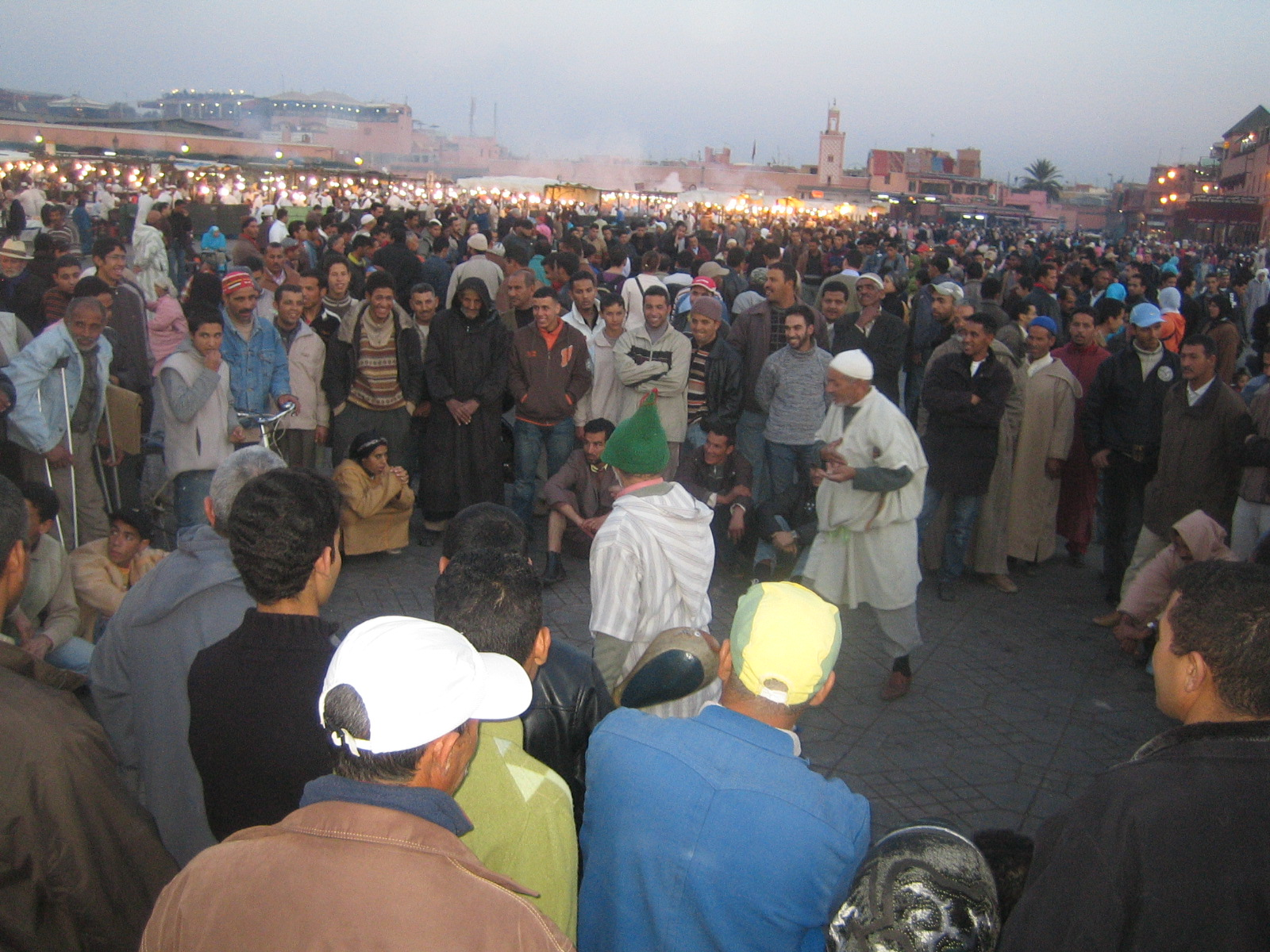
théâtre populaire à la place Jemaa El Fna, à Marrakech.

Dans cet art, le jeu théâtral se déroule devant tout le monde, chacun regarde sous son angle, et tout le monde est montré devant tout le monde. Dans le cercle de la « Halqa », il y a un temps spécial, un temps coupé du temps réel. C'est un temps de jouissance et de récupération collective de la mémoire, de l'origine, du village, du désert et du ravin lointain.

### Spectacle de théâtre comique
Il s'agit d'un individu ou d'un groupe de deux à trois personnes qui jouent une courte scène (sketches) qui satirise certains aspects de la vie quotidienne, politique ou culturelle. Certains d'entre eux utilisent des tours de magie pour attirer et divertir les spectateurs, et les grands comiques de la seconde moitié du XXe siècle se distinguaient par une grande notoriété, tels que : « Baqsheesh », « Flifla », « Moul lahmar », « Saroukh », et les citations de « Lamsiyyeh » au XXIe siècle. Chaque génération a sa propre manière, son propre style comique et expressif de transmettre les blagues et les petites scènes qu'elle a héritées, inspirées des coutumes et des traditions de la société marocaine.

### Spectacle d'acrobates
Il s’agit de troupes originaires de la plaine du Souss et dont le saint-patron est Sidi Hmad ou Moussa. Habillés en costume rouge et vert, les acrobates sont contraints de vivre selon des règles de vie très strictes, et ce, dès leur plus jeune âge, apprenant de leurs aînés à plier leur corps à leur volonté, à le soumettre à des exercices difficiles, telle la fameuse pyramide dont le secret réside au-delà de la performance physique dans le travail d’équipe qui permet un tel exploit.

### Spectacle d’animaux

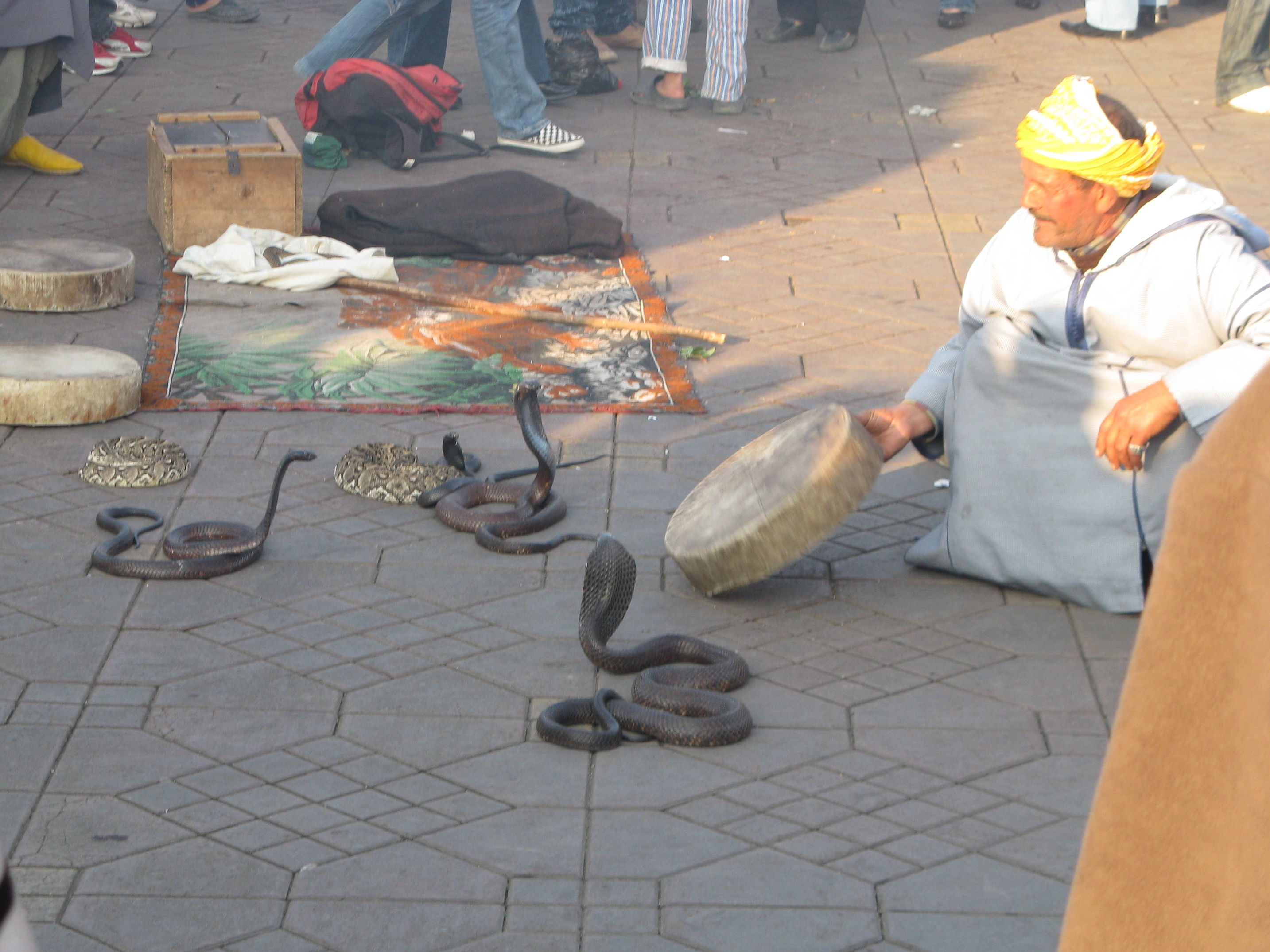
Halqa de dompteurs d'animaux à Jemaa El Fna, Marrakech.

La « Halqa » des dompteurs d'animaux, des dresseurs de singes par exemple, ravit le public en raison de la capacité innée des animaux à imiter les expressions faciales des gens. Il en va de même pour les dompteurs de serpents, qui ont une aura très particulière autour d'eux, suscitant toujours chez les spectateurs un respect mêlé de crainte. Ils sont immunisés depuis leur naissance contre le venin de serpent et ont la capacité d'absorber directement le poison mortel, ce qui leur permet en même temps de sauver des vies humaines. Il s'agit d'une subvention et d'un don qu'ils doivent à leur cheikh, Sidi Ahmed Ben Aissa, dont la zaouïa est située dans la ville de Meknès.
Lors des cérémonies de la « Haḍra », organisées chaque année le jour du « Mawlid » l'anniversaire du Prophète, les Issawi montrent la diversité de leurs dignités. Mais à Jemaa El Fna, il se contentent de soumettre les serpents à leurs lois, les déﬁant au son envoûtant de la musique de la « Ghaita ». Mais derrière le désir de divertir, se cache un profond respect du Issawi pour ses serpents.

### Spectacle de chants, danses et musiques
La musique traditionnelle est l'une des composantes de la « Halqa » qui anime le théâtre de la place Jemaa El-Fna. Al-Malhoun, Gnaoua, Al-Ruwais, Al-Ghaita, Awlad Hmar, Hadawa, Al-Aita Al-Houzia (Al-Hawzi), Hamadcha, Awlad Sidi Rahal, autant de variations musicales indépendantes qui représentent la diversité du patrimoine musical marocain.
La musique traditionnelle se compose de poèmes appelés Zajal, inspirés de la littérature populaire, chantés en arabe dialectal marocain, sous forme de séquences musicales et lyriques, accompagnés par le jeu d'un instrument : le Guembri, la flûte, le violon, la Taarija ou le Tara (tambourin), pour distinguer le rythme. Ainsi se forme un spectacle lyrique et musical, inspiré du vécu des passants, ou issu des traditions et des histoires de l'une des différentes régions du Maroc. Il peut aussi s'agir d'une improvisation à partir de l'inspiration du moment qui donne à la « Halqa » un caractère de plaisir et de familiarité.

### Travestissement
S'y trouvent aussi des danseuses hommes travestis. Ces derniers se travestissent tout en portant un voile et pratiquent la danse du ventre.

### Valorisation de l'art
La présence du Helayqi n'est rien d'autre qu'une marque d'équité envers ses ancêtres des Helayqi, une appréciation et une continuité dans la préservation de ce patrimoine oral. En effet, l'art de la « Halqa » en général et les artistes Helayqi en particulier ont toujours été au cœur d'une forme d'expression théâtrale spontanée de questions sociales telles que les héritages, les coutumes, les traditions et la politique du modèle et des lois de la vie en société. Depuis lors, ils sont considérés comme les gardiens fidèles, les recrues et les défenseurs d'une culture orale vieille de plusieurs centaines d'années.